# Digesten
Met digesten of digesta (Latijn, het geordende), ook pandekten of pandectae (Grieks πανδέκτης, alomvattend), wordt in de juridische wetenschap gedoeld op een bloemlezing van de geschriften van de meest belangwekkende Romeinse en Byzantijnse rechtsgeleerden uit de periode van circa 100 voor Chr. tot 300 na Chr., samengesteld in opdracht van de Byzantijnse keizer Justinianus I tussen 530 en 533 in Constantinopel. Volgens de inleiding zou dit boekwerk “de klassieke rechtstraditie van Rome onsterfelijkheid verlenen” en mogelijk maken het recht te beoefenen om te verwezenlijken wat redelijk en billijk is, ofwel "ars boni et aequi".
De digesten zijn gepubliceerd in het kader van een groot codificatieproject waarin als eerste is opgenomen de Codex Justinianus en tegelijkertijd met de Digesten ook de handboeken Romeins recht van de jurist en hoogleraar Gaius (de Instituten). De verzameling kwam vanaf de middeleeuwen bekend te staan onder de naam Corpus Iuris Civilis.

## Doel
Nadat Justinianus de Codex Justinianus, een overzicht van alle nog geldende keizerlijke verordeningen, had laten samenstellen en publiceren, gaf hij in 530 opdracht om ook een overzicht van het zogenaamde juristenrecht samen te stellen. Dat wil zeggen, een geordende selectie van de Romeinse rechtsgeleerde literatuur, voor zover die op dat moment nog praktisch bruikbaar of van actueel belang was voor de rechtsvinding en rechtspraak en voor het rechtsgeleerde onderwijs.

## Werkwijze
De samenstellers kregen de opdracht teksten te selecteren uit de geschriften van de meest gerenommeerde Romeinse en Byzantijnse juristen, met name de aanhangers van de leer uit het Oud-Romeins recht. Dit laatste omdat Justinianus zelf een aanhanger van dit recht was en hij het in ere wilde herstellen. Gekozen werden vooral juristen die door eerdere keizers waren geselecteerd om door rechters te mogen worden gebruikt bij de rechtsvinding en te mogen worden geciteerd in hun uitspraken.
Het moest tekstmateriaal zijn dat óf nog rechtstreeks praktisch bruikbaar was, óf door aanbrengen van wijzigingen bruikbaar gemaakt kon worden voor de rechtspraktijk van de zesde eeuw. De samenstellers kregen dus uitdrukkelijk de bevoegdheid, ja zelfs de plicht, om, waar zij dat nodig achtten, de betreffende oude rechtsteksten te wijzigen. De idee was, dat op die manier verleden en heden zouden samensmelten tot een synthese die voor de actuele praktijk nuttig zou zijn. In de oude teksten moesten overbodige of verouderde zaken en onvolkomenheden worden weggewerkt. Ook wel interpolaties genaamd.
Uiteindelijk zouden van 39 Romeinse rechtsgeleerden fragmenten terechtkomen in de digesten, de oudste daarvan was Quintus Mucius Scaevola, de jongste Aurelius Arcadius Charisius (3e eeuw na Chr.). Belangrijke geciteerde klassieke juristen zijn Domitius Ulpianus, Publius Salvius Iulianus, Masurius Sabinus, Modestinus en Papinianus. De geslecteerde geschriften bevatten vooral casuïstisch materiaal, de digesten bevatten ook enkele andere bronnen (edicten). De Digesten kreeg kracht van wet op 30 december 533.

## Edities

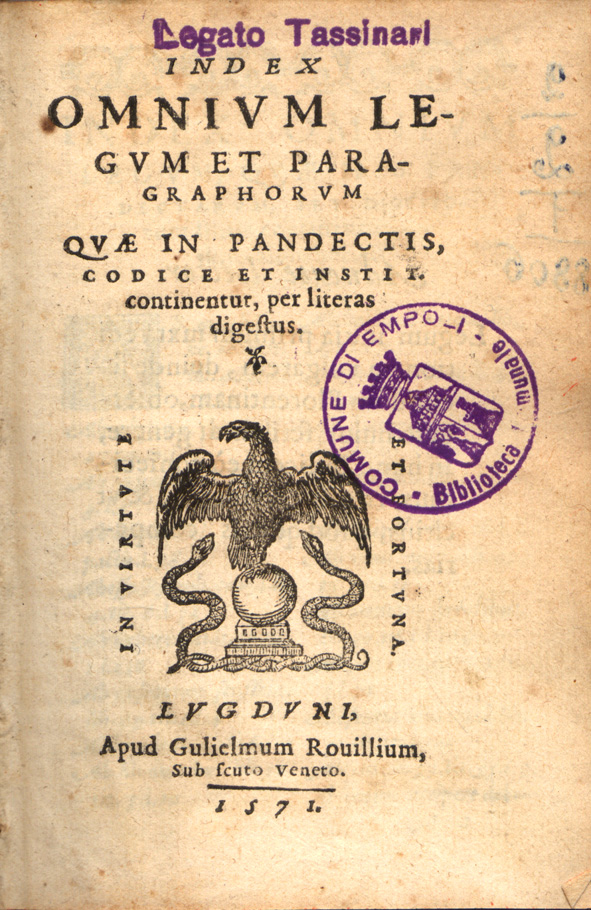
Index omnium legum et paragraphorum quae in Pandectis, Codice et Instit[utionibus] continentur, per literas digestus. („Inhousopgave van alle wetteksten en wetsartikelen, die in de Pandekten in de Codex Justinianus en in Instituten (= handboek) opgenomen zijn, op alfabetische volgorde“.), Lyon 1571.

Het oudst bewaarde handschrift van de Digesten is de zogeheten Littera Florentina, een 6e-eeuws manuscript dat wordt bewaard te Florence in de Biblioteca Medicea Laurenziana. Het is de enige getrouwe versie van de (gereviseerde) oorspronkelijke tekst. In de late 11e eeuw dook de codex ook op in Pisa en in 1406 werd hij buitgemaakt door Florence. Eeuwenlang was de toegang tot het waardevolle document beperkt. Lelio Torelli bracht het werk in 1553 in druk, waarna vele tekstedities volgden. De Duitse historicus Theodor Mommsen publiceerde in 1870 een wetenschappelijke editie van de Digesten die nog steeds wordt gebruikt.
Sinds 1994 is er, voor het eerst, een Nederlandse vertaling verschenen van het Corpus Iuris Civilis. De twaalfdelige reeks is in november 2011 voltooid. Deze uitgave geeft de originele Latijnse tekst weer naast de Nederlandse vertaling. De uitgave geschiedt onder verantwoordelijkheid van de Koninklijke Nederlandse Akademie van Wetenschappen en wordt gepubliceerd door Amsterdam University Press.